# Acicula parcelineata
Acicula parcelineata ist eine auf dem Land lebende Schneckenart aus der Familie der Mulmnadeln (Aciculidae) in der Ordnung Architaenioglossa.

## Merkmale
Das schlanke, spindelförmige und rechtsgewundene Gehäuse ist 2,0 bis 2,3 mm hoch und 0,7 bis 0,8 mm (0,75 bis 0,85 mm) breit. Die ersten Windungen nehmen rasch zu, die unteren Windungen dagegen kaum noch. Insgesamt werden 5¼ bis 5¾ mäßig bis schwach gewölbte Windungen gebildet. Der Apex ist stumpf und flach gerundet. Der Protokonch ist glatt, danach setzt eine Rillenstreifung ein; die Rillen werden zunehmend kräftiger, auch der Abstand wird etwas weiter. Auf dem vorletzten Umgang können 14 bis 23 Rillen vorkommen. Unter der sehr flachen Naht ist keine Kante und auch kein Nahtfaden angedeutet, wie z. B. bei der Gestrichelten Mulmnadel (Acicula lineolata). Die Mündung steigt ab dem vorletzten Umgang sehr leicht an. In der Frontalansicht ist die Mündung gerundet-trapezförmig bis schief birnenförmig. In der Seitenansicht ist der Mundsaum nur schwach ausgebuchtet, innen ist er nicht verdickt. Er ist nur im Nabelbereich geringfügig umgeschlagen und an der Basis etwas erweitert. Der Umschlag im Nabelbereich verschließt quasi als schmaler Kallus den Nabel. Der Parietalkallus ist schwach entwickelt und nach außen scharf begrenzt. Nackenwulst und Angularis fehlen.
Die Gehäuseschale ist dünn und durchsichtig. Die Oberfläche ist stark glänzend, die Färbung reicht von sehr blass rötlich-gelb bis fast farblos.

### Ähnliche Arten
A. parcelineata ähnelt Acicula isselii stark. Letztere ist mehr kegelförmig, hat durchschnittlich eine etwas dichtere Rillenstreifung und hat unter der Naht eine leichte Kante oder einen Nahtfaden. Acicula fusca ist etwas gedrungener, also breiter als A. parcelineata. Acicula palaestinensis ist deutlich größer, während Acicula schlickumi wiederum deutlich kleiner ist.

## Geographische Verbreitung und Lebensraum
Acicula parcelineata kommt sehr zerstreut in den Karpaten vor: Tschechien, Slowakei, Polen, Rumänien und der Ukraine sowie im westlichen Kaukasus-Gebiet. Boeters u. a.(1989) sehen das fossile Taxon A. bakanense als wahrscheinliches Synonym. Falls dem so wäre, käme A. parcelineata bereits im oberen Miozän des westlichen Kaukasus-Gebietes vor. Die Art ist außerdem aus dem Holozän Polens und Tschechiens bekannt.
Acicula parcelineata lebt im Mulm von Waldböden, unter der Laubstreu und unter Steinen.

## Taxonomie
Das Taxon wurde 1911 von Stephan Clessin als Acme parcelineata erstmals beschrieben. Der Holotyp stammte aus "Dzingelau, Oestr. Schlesien", heute Dziegielów bei Cieszyn (Polen). Nach Boeters u. a.(1989) existieren mehrere Synonyme: Acme carpatica Wagner, 1912, Pupula wagneri Hesse, 1920 (nomen nudum) und Acme parcelineata var. cylindracea Sitsch, 1925 sowie – wahrscheinlich – Acicula bakanense Steklov, 1966.